# Bagasara
Bagasara (o Bagasra) è una suddivisione dell'India, classificata come municipality, di 31.789 abitanti, situata nel distretto di Amreli, nello stato federato del Gujarat. In base al numero di abitanti la città rientra nella classe III (da 20.000 a 49.999 persone).

## Geografia fisica
La città è situata a 21° 28' 60 N e 70° 57' 0 E e ha un'altitudine di 155 m s.l.m..

## Società

### Evoluzione demografica
Al censimento del 2001 la popolazione di Bagasara assommava a 31.789 persone, delle quali 16.440 maschi e 15.349 femmine. I bambini di età inferiore o uguale ai sei anni assommavano a 3.772, dei quali 2.072 maschi e 1.700 femmine. Infine, coloro che erano in grado di saper almeno leggere e scrivere erano 22.374, dei quali 12.450 maschi e 9.924 femmine.